# Anneros Meischner-Metge

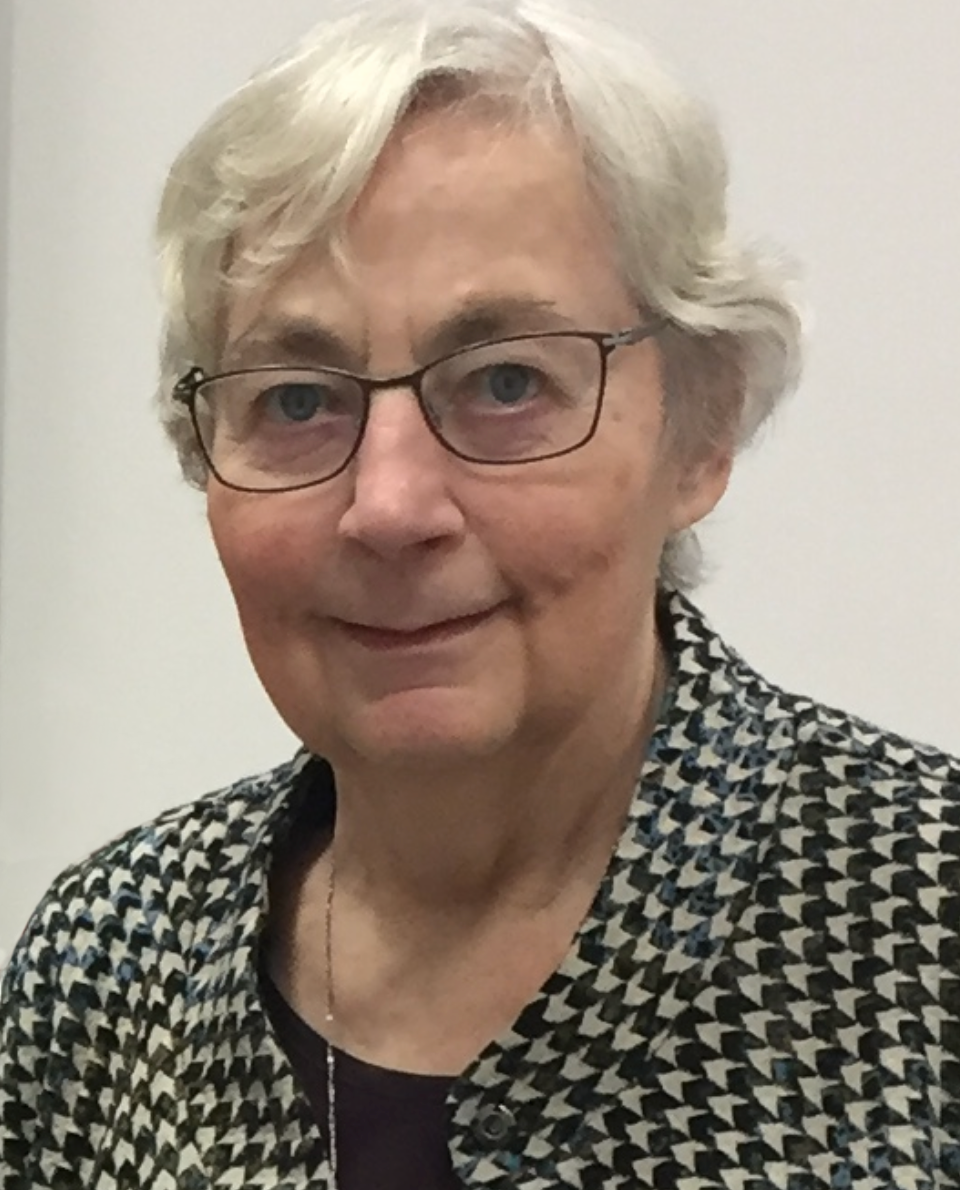
Anneros Meischner-Metge (2020)

Anneros Meischner-Metge, geb. Brückner, auch bekannt als Anneros Metge (* 8. Januar 1940 in Schirgiswalde; † 13. März 2021) war eine deutsche Psychologin, die zur Geschichte der Psychologie forschte. Sie war von 1964 bis 2020 Mitglied des Instituts für Psychologie der Universität Leipzig.

## Leben und Werk
Anneros Meischner-Metge war die Tochter des promovierten Chemikers Arndt Brückner und der Lehrerin Charlotte Brückner, geb. Liebschner. 1945 zog die Familie nach Großschirma. Nach dem Besuch der Grundschule in Großschirma und der Geschwister-Scholl-Oberschule in Freiberg wurde sie an die Arbeiter-und-Bauern-Fakultät in Halle/Saale delegiert und legte in Halle 1958 das Abitur ab. Es folgte ein einjähriges Praktikum in der Landwirtschaft in Osterburg.
Von 1959 bis 1964 studierte Meischner-Metge an der Humboldt-Universität zu Berlin mit dem Diplom-Abschluss in Psychologie bei Friedhart Klix. Ab 1964 war sie an der Universität Leipzig (damals Karl-Marx-Universität) tätig. 1976 trat sie in die SED ein. Im Jahr 1977 wurde sie mit der Dissertation Zur Herausbildung der Experimentalpsychologie unter besonderer Berücksichtigung des Beitrages von Wilhelm Wundt unter Betreuung von Manfred Vorwerg und Wolfram Meischner promoviert. Anschließend war sie bis 1990 ständiges Mitglied des Instituts für Psychologie. Sie unterrichtete Allgemeine Psychologie sowie Methoden und Geschichte der Psychologie.
Meischner-Metge war an der Organisation von vier internationalen Kongressen beteiligt. 1979 organisierte sie gemeinsam mit Wolfram Meischner eine Leipziger Tagung, die sich mit Wundts Einfluss auf die Psychologie befasste. Zusammen mit Meischner war sie 1980 die lokale Organisatorin des in Leipzig stattfindenden 22. Internationalen Psychologiekongresses. Dies war der erste internationale Kongress, der in einem kommunistischen Land ohne Einreisebeschränkungen und frei von politischer Kontrolle durch die Regierung stattfand. Im Jahr 2001 fanden in Leipzig zwei miteinander verbundene Konferenzen zu Gustav Theodor Fechner statt: Die erste wurde von Meischner-Metge organisiert und feierte den zweihundertsten Geburtstag von Fechner. Bei der 17. Jahrestagung der Internationalen Gesellschaft für Psychophysik (dem sogenannten „Fechner-Tag“) wirkte Meischner-Metge als lokale Organisatorin.
1979 gründete Meischner-Metge den „Wilhelm-Wundt-Raum“ an der Universität Leipzig, ein Museum mit Erinnerungsstücken an Wundt, darunter die konstruierten Apparate aus dem 19. Jahrhundert, die von Wundt und seinen Studenten in der Forschung verwendet wurden. Seit seiner Eröffnung wurde es von tausenden von Besuchern aus mehr als 70 Ländern besucht.
Im Jahr 1990 gründete Meischner-Metge die Fechner-Gesellschaft, um die Beschäftigung mit Fechner zu fördern. Sie leitete die Gesellschaft bis 2020. Im Jahr 2005 schied Meischner-Metge aus dem Institut für Psychologie aus, blieb aber durch ihre Forschung und ihre Arbeit im Wundt-Zimmer aktiv.
Meischner-Metge veröffentlichte prägnante Arbeiten über einige der führenden Persönlichkeiten der modernen Psychologie, darunter Gustav Theodor Fechner, Wilhelm Maximilian Wundt und Rudolf Hermann Lotze. Zudem gab sie Fechners Tagebücher heraus.
Nach ihrem achtzigsten Geburtstag im Jahr 2020 beschloss Meischner-Metge, ihr Engagement für das Institut und die Fechner-Gesellschaft zu beenden. Zu diesem Zeitpunkt begannen bei ihr die ersten Anzeichen einer Lewy-Körper-Demenz aufzutreten. Nach Fortschreiten der Erkrankung starb Anneros Meischner-Metge am 13. März 2021.

## Privates
Seit 1963 war Anneros Meischner-Metge mit dem Mediziner Dietrich Metge verheiratet, mit dem sie zwei Söhne hatte: Hans-Dietrich (geb. 1963) und Gerald (geb. 1970). Die Ehe wurde 1980 geschieden. Seit 1983 war sie mit Wolfram Meischner (1932–1997) bis zu dessen Tod verheiratet, die Ehe war kinderlos.

## Publikationen (Auswahl)
- mit Wolfram Meischner: Zur Geschichte der Psychologie an der Universität Leipzig. Karl-Marx-Universität, 1985.
- als Hrsg.: G. Th. Fechner: Aus seinem literarischen Schaffen. Karl-Marx-Universität, Leipzig 1987.
- mit Wolfram Meischner: Fechner and Lotze. A pictorial history of psychology. In W. G. Bringmann, H. E. Luck, R. Miller, & C. E. Early (Hrsg.), A pictorial history of psychology. Quintessence Books. 1997, S. 101–106.
- Wilhelm Wundt und Hugo Munsterberg: Ihr Verhaltnis im Spiegel des Briefwechsels aus dem Wundtnachlass der Universitat Leipzig. In: Passauer Schriften zur Psychologiegeschichte, (12), 1998, S. 267–283.
- Wilhelm Wundt und seine Schüler. In: H.-P. Brauns (Hrsg.), Zentenarbetrachtungen. Historische Entwicklungen in der neueren Psychologie bis zum Ende des 20. Jahrhunderts. Peter Lang, 2003, S. 156–166.
- als Hrsg. mit Irene Altmann: Fechner, Gustav Theodor: Tagebücher 1828 bis 1879 (Vol. 1). Steiner, Stuttgart 2004.
- als Hrsg. mit Irene Altmann: Fechner, Gustav Theodor: Tagebücher 1828 bis 1879 (Vol. 2). Steiner, Stuttgart 2004.
- mit M. Wontorra, Erich Schröger: Wilhelm Wundt (1832–1920) und die Anfänge der experimentellen Psychologie. Universität Leipzig, Institut für Allgemeine Psychologie, 2004.
- Die Methode der Forschung. In G. Jüttemann (Hrsg.), Wilhelm Wundts anderes Erbe: Ein Missverständnis löst sich auf. Vandenhoeck & Ruprecht, Göttingenf 2006, S. 11–143.
- „Völkerpsychologie“ oder allgemeine „Entwicklungspsychologie“? Zur Wundt-Krüger-Deklarationsdiskussion. In G. Jüttemann (Hrsg.), Wilhelm Wundts anderes Erbe. Ein Missverständnis löst sich auf. Vandenhoeck & Ruprecht, Göttingen 2006, S. 81–87
- Gustav Theodor Fechner: Life and work in the mirror of his diary. In: History of Psychology, 13(4), 2010, S. 411–423.
- als Hrsg.: Gustav Theodor Fechner: Werk und Wirkung. Leipziger Universitätsverlag, 2010.
- mit Erich Schröger: Die Geschichte des Instituts für Psychologie der Universität Leipzig. In: A. Stock & W. Schneider (Hrsg.), Die ältesten Institute für Psychologie im deutschsprachigen Raum. Hogrefe-Verlag, 2020, S. 274–303.